# 22 oktober
22 oktober är den 295:e dagen på året i den gregorianska kalendern (296:e under skottår). Det återstår 70 dagar av året.

## Återkommande bemärkelsedagar

### Övriga
- Internationella stamningsdagen[1]

## Namnsdagar

### I den svenska almanackan
- Nuvarande – Marika och Marita
- Föregående i bokstavsordning
  - Marika – Namnet infördes 1986 på 25 april, men flyttades 1993 till dagens datum och har funnits där sedan dess.
  - Marita – Namnet infördes 1986 på 27 juli, men flyttades 1993 till dagens datum och har funnits där sedan dess.
  - Seved – Namnet förekom på 1790-talet på 27 juli, men utgick sedan. 1901 infördes det på dagens datum, men flyttades 1993 till 28 juli, där det har funnits sedan dess.
  - Severus – Namnet fanns, till minne av ett helgon, som dog martyrdöden på 200-talet, på dagens datum före 1901, då det utgick.
  - Sigvid – Namnet infördes på dagens datum 1986, men utgick 1993.
  - Ture – Namnet infördes på dagens datum 1680, men utgick 1753. Redan 1774 återinfördes det dock på 28 april, där det har funnits sedan dess.
  - Ursula – Namnet infördes 1620 på 21 oktober. Det fanns där, även i formen Ursila fram till 1901, då det utgick. 1986 återinfördes det på dagens datum, men flyttades 1993 till 25 maj och 2001 tillbaka till 21 oktober.
- Föregående i kronologisk ordning
  - Före 1680 – Severus
  - 1680–1752 – Severus och Ture
  - 1753–1900 – Severus
  - 1901–1985 – Seved
  - 1986–1992 – Seved, Sigvid och Ursula
  - 1993–2000 – Marika och Marita
  - Från 2001 – Marika och Marita
- Källor
  - Brylla, Eva (red.). Namnlängdsboken. Gjøvik: Norstedts ordbok, 2000 ISBN 91-7227-204-X
  - af Klintberg, Bengt. Namnen i almanackan. Gjøvik: Norstedts ordbok, 2001 ISBN 91-7227-292-9

### Finlandssvenska almanackan
- Nuvarande från 2020[2] – Anita, Anja, Annina
- I föregående revideringar[a][3]
  - 1929–1972 – Anita
  - 1973–2019 – Anita, Anja

## Händelser
- 1303 – Sedan Bonifatius VIII har avlidit den 11 oktober väljs Niccolò Boccasino till påve och tar namnet Benedictus XI.
- 1575 – Staden Aguascalientes grundas i Mexiko.
- 1635 – Slaget vid Dömitz mellan Sverige och Sachsen utspelar sig och resulterar i svensk seger.
- 1746 – College of New Jersey grundas. Universitetet byter senare namn till Princeton University.
- 1797 – Världens första fallskärmshopp genomförs av André-Jacques Garnerin; han landar säkert i Parc Monceau, Paris.
- 1836 – Sam Houston installeras som den förste presidenten av Republiken Texas.
- 1844 – Den stora besvikelsen inleds, då Kristi återkomst, som beräknats inträffa denna dag, uteblir.
- 1909 – Fransyskan Raymonde de Laroche blir den första kvinna i världen att genomföra en soloflygning.
- 1953 – Kungariket Laos utropar sig fullt självständigt.[4]
- 1962 – Kubakrisen inleds, då den amerikanske presidenten John F. Kennedy i ett tv-tal deklarerar att amerikanska flott- och flygstridskrafter skall sätta in en blockad av Kuba för att förhindra att sovjetiska kärnvapenbärande raketer förs dit.
- 2015 – Skolattacken i Trollhättan händer då en mördare, (Anton Lundin Petterson) tar sig in i en skola och mördar tre personer, en lärare, en elevassistent och en elev.

## Födda
- 1592 – Gustaf Horn, svensk greve, militär, fältmarskalk och riksråd, riksmarsk
- 1688 – Nadir Shah, turkmensk-iransk härskare över persiska riket, även över Delhisultanatet
- 1689 – Johan V av Portugal, kung av Portugal
- 1811 – Franz Liszt, ungerskfödd kompositör och pianovirtuos
- 1839 – Louis Auguste Sabatier, fransk protestantisk teolog
- 1843 – Louis A. Wiltz, amerikansk politiker, guvernör i Louisiana
- 1844 – Louis Riel, kanadensisk politiker och upprorsledare
- 1848 – Emil Hildebrand, svensk historiker och riksarkivarie
- 1857 – Michael Petersen Friis, dansk politiker, statsminister
- 1860 – Claes Tholin, svensk socialdemokratisk politiker, partiordförande
- 1870
  - Ivan Bunin, rysk författare, mottagare av Nobelpriset i litteratur 1933
  - Johan Ludwig Mowinckel, norsk politiker, statsminister
- 1871 – Karl Wilhelm Bodin, svensk lantbrukare och högerpolitiker
- 1874 – Rezsö Bálint, österrikisk-ungersk neurolog och psykiater
- 1878 – Erik Forslund, svensk skådespelare
- 1881 – Clinton Davisson, amerikansk fysiker, mottagare av Nobelpriset i fysik 1937
- 1887 – John Reed, amerikansk journalist
- 1889 – Otto Landahl, svensk skådespelare
- 1894 – Nils Quensel, svensk jurist, statsråd
- 1896 – Earle Clements, amerikansk demokratisk politiker, senator (Kentucky)
- 1903 – George Wells Beadle, amerikansk genetiker, mottagare av Nobelpriset i fysiologi eller medicin 1958
- 1904 – Constance Bennett, amerikansk skådespelare
- 1907 – Emilie Schindler.
- 1908 – Ilja M. Frank, rysk fysiker, mottagare av Nobelpriset i fysik 1958
- 1912 – Henrik Sandblad, svensk idéhistoriker och professor
- 1913 – Boots Mallory, amerikansk skådespelare
- 1917 – Joan Fontaine, amerikansk skådespelare
- 1919 – Doris Lessing, brittisk författare, mottagare av Nobelpriset i litteratur 2007
- 1920 – Timothy Leary, amerikansk författare, psykolog och drogförespråkare
- 1921
  - Georges Brassens, fransk vissångare
  - Czesław Słania, polsk-svensk frimärksgravör
- 1922 – Bengt Järrel, svensk regissör, skådespelare och sångare
- 1925
  - Ulla Hodell, svensk skådespelare
  - Robert Rauschenberg, amerikansk konstnär
- 1935 – Inge Eriksen, dansk författare
- 1938 – Derek Jacobi, brittisk skådespelare
- 1939
  - George Cohen, engelsk fotbollsspelare
  - Tony Roberts, amerikansk skådespelare
- 1943 – Catherine Deneuve, fransk skådespelare
- 1948 – Agneta Fagerström-Olsson, svensk regissör, producent, manusförfattare och fotograf
- 1949
  - John Shadegg, amerikansk republikansk politiker
  - Arsène Wenger, fransk fotbollstränare
- 1950 – Bill Owens, amerikansk republikansk politiker, guvernör i Colorado
- 1952 – Jeff Goldblum, amerikansk skådespelare
- 1957 – Pär Sundberg, svensk barnskådespelare
- 1963 – Ralf Arzt, svensk konstnär
- 1964
  - Zurab Noghaideli, georgisk politiker, premiärminister
  - Dražen Petrović, jugoslavisk basketspelare
- 1967 – Ulrike Maier, österrikisk alpin skidåkare
- 1970 – Edward Blom, svensk gastronom
- 1973 – Ichiro Suzuki, japansk basebollspelare
- 1974 – Miroslav Šatan, slovakisk ishockeyspelare
- 1975 – Patrick McHenry, amerikansk republikansk politiker
- 1984 – Fredrik Idestål, svensk youtuber, mera känd som figgehn
- 1990 – Jonathan Lipnicki, amerikansk skådespelare
- 1992 – Ashleigh Southern, australisk vattenpolospelare
- 1996 – Johannes Høsflot Klæbo, norsk längdskidåkare

## Avlidna
- 741 – Karl Martell, merovingernas major domus.
- 1652 – Johannes Bureus, svensk fornforskare, språkvetare och mystiker.
- 1859 – Ludwig Spohr, tysk tonsättare och violinist.
- 1894 – Gillis Bildt, svensk politiker, friherre, militär och riksmarskalk, Sveriges statsminister 1888–1889.
- 1895 – Johannes Jonson, svensk hemmansägare och riksdagsman.
- 1897 – Carl Anders Kullberg, skald, vitter författare, ledamot av Svenska Akademien.
- 1900 – John Sherman, amerikansk politiker, senator (Ohio) 1861–1877 och 1881–1897, utrikesminister 1897–1898.
- 1906 – Paul Cézanne, fransk målare.
- 1924 – Henry Augustus Buchtel, amerikansk republikansk politiker och präst, guvernör i Colorado 1907–1909.
- 1928 – Charles A. Towne, amerikansk politiker, senator (Minnesota) 1900–1901.
- 1936 – James Couzens, kanadensisk-amerikansk affärsman och politiker, senator (Michigan) 1922–1936.
- 1941 – Louis Marcoussis, fransk konstnär, målare.
- 1948 – Fritz Dietrich, tysk SS-officer, dömd krigsförbrytare.
- 1965
  - Paul Tillich, tysk protestantisk teolog.
  - Lars Egge, svensk operettsångare, skådespelare och teaterchef.
- 1967 – Bart Haynes, amerikansk musiker, trummis i The Castiles 1965–1966, omkom i vietnamkriget.
- 1974 – Pablo Casals, spansk violoncellist, kompositör och dirigent.
- 1977 – Erik Strandell, svensk skådespelare.
- 1984 – Erik Bergman, svensk kompositör och textförfattare.
- 1985
  - Xu Shiyou, kinesisk general och politiker.
  - Ellen Widmann, schweizisk skådespelerska.
- 1986 – Albert Szent-Györgyi, 93, ungersk-amerikansk fysiolog, mottagare av Nobelpriset i fysiologi eller medicin 1937.
- 1990 – Louis Althusser, fransk marxistisk filosof.
- 1995 – Kingsley Amis, brittisk författare.
- 2001
  - Bengt Järrel, svensk regissör, skådespelare och sångare.
  - Bertie Mee, engelsk fotbollstränare och fotbollsspelare.
- 2003 – Tony Renna, amerikansk indycarförare, avled efter en krasch på Indianapolis Motor Speedway, USA.
- 2005 – Arman (Armand Pierre Fernandez), fransk målare och skulptör.
- 2007 – Ève Curie, 102, fransk-amerikansk författare, dotter till Pierre och Marie Curie.
- 2011 – Sultan bin Abdul Aziz, 83, saudisk kronprins.
- 2012 – Russell Means, 72, amerikansk aktivist för indianers rättigheter och skådespelare.
- 2022
  - Dietrich Mateschitz, 78, österrikisk entreprenör och grundare av Red Bull.
  - Leszek Engelking, 67, polsk författare, poet och översättare.